# Vanessa da Mata
Vanessa Sigiane da Mata Ferreira, más conocida como Vanessa da Mata (nacida el 10 de febrero de 1976, en Alto Garças, Mato Grosso), es una cantante y compositora brasileña de Música popular de Brasil.
Sus canciones "Ai, Ai, Ai" y "Boa Sorte/Good Luck" (en dueto con Ben Harper) llegaron a ser número uno en Brasil.

## Biografía

### Niñez e Inspiración Musical
Nacida un 10 de febrero de 1976, en Alto Garças (Mato Grosso), una pequeña ciudad a 400 kilómetros de Cuiabá, rodeada por ríos y cascadas. Tiene ascendencia nativa brasileña por parte su abuela. Durante su infancia escuchó de todo; desde Luiz Gonzaga a Tom Jobim, pasando por Milton Nascimento u Orlando Silva. Oyó también ritmos regionales como el carimbó, el samba, la música paipiria y hasta música hortera italiana, cuyas canciones llegaban por las ondas de radio AM.

### Adolescencia: El Momento de Independencia
A los 14 años, Vanessa se mudó para Uberlândia, en Minas Gerais,ciudad a 1500Km de distancia de Alto Garças. Fue allí sola y vivió en una pensión. Se preparaba, mientras tanto, para presentar la prueba de ingreso Universitaria, a la carrera de medicina. Sin embargo, ya sabía lo que quería: Cantar. A los 15 años comenzó a presentase en bares locales.
En 1992, viajó a San Pablo, en donde comenzó a cantar en Shalla-Ball, una banda femenina de reggae. Tres años después , incursionó con la banda Black Uhuru.jamaiquina. En seguida, hizo parte del grupo de ritmos regionales Mafuá. En este período, todavía dividía su tiempo entre las participaciones como jugadora de Baloncesto y de modelo.

### Vida Adulta e Inicio de la Fama
En 1997, conoció a Chico César, junto a él compuso "A força que nunca seca" (La Fuerza que nunca seca). La música fue grabada por Maria Betânia, que la colocó como el título de su disco de 1999. La grabación estuvo nominada al premio Grammy Latino y también fue grabada en el CD de Chico, "Mama Mundi".
En 2002, lanzó su primer álbum homónimo a través de Sony Music. Entre los éxitos de este disco se incluyen "Nossa Canção" (banda sonora de la telenovela Celebridade), "Não me Deixe só" que tuvo gran recepción por la versión remezclada de Ramilson Maia y "Onde Ir" (incluida en la telenovela Esperança).
Essa Boneca Tem Manual, el título de su segundo álbum lanzado a través de Sony en 2004, produjo el primer éxito número uno de la cantante en Brasil gracias a la canción "Ai, Ai, Ai", que también alcanzó el puesto 13 en la lista de Suecia. Otros éxitos incluyen una versión remix de la misma canción, que alcanzó la 3.ª posición en la tabla brasileña y "Ainda Bem", que alcanzó la 21.ª posición.
En mayo de 2007, publica su tercer álbum, titulado Sim. Los dos sencillos extraídos del álbum, "Boa Sorte/Good Luck", un dueto con el cantante estadounidense Ben Harper, de gran recepción en varios países europeos y "Amado", que también sirvió como tema principal de la telenovela La favorita. Recibió su primer premio Grammy Latino, en la categoría Mejor Álbum Pop Contemporáneo Brasileño, por el álbum.
En mayo de 2009, lanzó su primer álbum en vivo y DVD para conmemorar sus seis años de carrera. El CD y DVD Multishow ao Vivo - Vanessa da Mata se grabó en asociación con el canal de televisión por cable Multishow. El primer sencillo del álbum "Vermelho", es una versión en vivo de una canción del álbum anterior.
En octubre de 2010, publica el álbum Bicicletas, Bolos e Outras Alegrias, del cual la canción, "O Tal Casal", fue lanzada como sencillo.
En 2011, colaboró con Seu Jorge y Almaz en la canción "Boa Reza" para el álbum caritativo Red Hot + Rio 2 de la Red Hot Organization. Las ganancias de las ventas se donaron para crear conciencia y dinero para combatir el VIH/SIDA y otras cuestiones sociales relacionadas con la salud.
De abril a junio de 2013, Vanessa da Mata fue patrocinada por la marca de cosméticos Nivea para producir una serie de conciertos gratuitos, presentados en varias ciudades brasileñas. Estos eventos presentaban la música y las canciones del renombrado cantante y compositor brasileño Tom Jobim, y tenían el propósito de crear conciencia y apreciar su trabajo y la importancia cultural en Brasil. El 1 de julio de 2013 lanzó el álbum Vanessa Da Mata canta Tom Jobim, una recopilación del trabajo presentado en los conciertos.
En la segunda mitad de 2013, se publicó su primer libro, "A Filha das Flores" en octubre del mismo año en Brasil y Portugal.

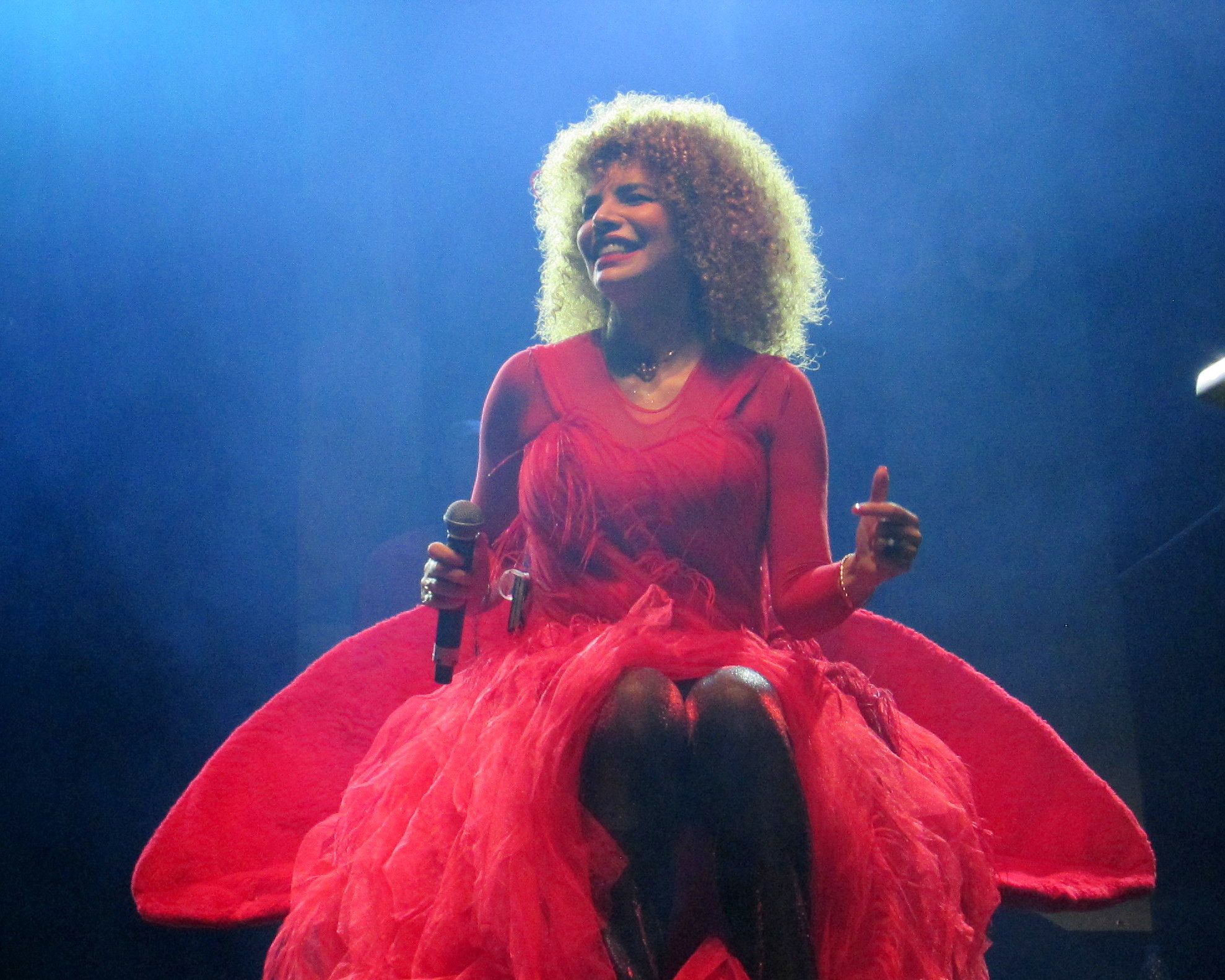
Vanessa da Mata (2022)

El 25 de marzo de 2014, lanzó su sexto álbum Segue o Som, el cual estuvo nominado al Grammy Latino en la categoría Mejor Álbum de Pop Contemporáneo Brasileño y la canción de mismo nombre, en la categoría Mejor Canción Brasileña.
El 28 de febrero de 2015, la cantante participa en un show conmemorativo que celebró el aniversario de los 450 años de la ciudad de Río de Janeiro, en el que interpretó dos canciones de la autoría de Tom Jobim que ya habían sido incluidas en el álbum tributo lanzado por la cantante en 2013: "Samba do Avião" y "Corcovado". En ese mismo año, colaboró con el rapero EMICIDA en la canción "Pasarinhos", apareciendo también en su video musical.
En enero de 2017 lanzó su colaboración con el dúo de música electrónica Felguk titulada "É Tudo o Que Eu Quero Ter".
En septiembre del mismo año lanzó segundo registro audiovisual titulado, Caixinha de Música , grabado en aquel mayo en la Casa Natura Musical, en São Paulo. Incluye éxitos antiguos y nuevas canciones en la que participó con el proyecto musical BaianaSystem y hasta una versión de "Love will tear us apart" de Joy Division.

## Vida privada
Hasta principios de 2013, estuvo casada con el actor y fotógrafo brasileño Geraldo Pestalozzi, con quien adoptó a tres hijos. Se separaron en buenos términos.
Desde 2013 está en pareja con el coleccionista de arte francés Lorraine Combuzier.

## Discografía

### Álbumes
En estudio
- 2002, Vanessa da Mata
- 2004, Essa Boneca Tem Manual
- 2007, Sim
- 2010, Bicicletas, Bolos e Outras Alegrias
- 2013, Vanessa da Mata canta Tom Jobim
- 2014, Segue o Som

En vivo
- 2009, Multishow Ao Vivo Vanessa da Mata
- 2017, Caixinha de Música (Ao Vivo)

### EP
- CD Zero (2007)

### Sencillos
| Año  | Sencillos                                   | Brasil Hot 100 | Portugal Top 50 | Italia | Suecia | Álbum                                                  |
| ---- | ------------------------------------------- | -------------- | --------------- | ------ | ------ | ------------------------------------------------------ |
| 2002 | "Não Me Deixe Só"                           | 1              | 42              | —      | —      | Vanessa da Mata                                        |
| 2002 | "Onde Ir"                                   | —              | —               | —      | —      | Vanessa da Mata                                        |
| 2003 | "Nossa Canção"                              | 40             | —               | —      | —      | Vanessa da Mata                                        |
| 2006 | "Ai, Ai, Ai..."                             | 1              | —               | —      | 13     | Essa Boneca Tem Manual                                 |
| 2006 | "Eu Sou Neguinha?"                          | —              | —               | —      | —      | Essa Boneca Tem Manual                                 |
| 2006 | "Ainda Bem"                                 | 21             | —               | —      | —      | Essa Boneca Tem Manual                                 |
| 2006 | "Música"                                    | 89             | —               | —      | —      | Essa Boneca Tem Manual                                 |
| 2007 | "Boa Sorte/Good Luck" (con Ben Harper)      | 1              | 1               | 18     | 51     | Sim                                                    |
| 2008 | "Amado"                                     | 1              | —               | —      | —      | Sim                                                    |
| 2009 | "Um Dia, Um Adeus"                          | 50             | —               | —      | —      | Multishow Ao Vivo                                      |
| 2010 | "O Tal Casal"                               | 54             | —               | —      | —      | Bicicletas, bolos e outras alegrias                    |
| 2011 | "Te Amo"                                    | 38             | —               | —      | —      | Bicicletas, bolos e outras alegrias                    |
| 2011 | "As Palavras (Mister Jam Remix)"            | 17             | —               | —      | —      | Bicicletas, bolos e outras alegrias                    |
| 2013 | "Fotografia"                                | —              | —               | —      | —      | Vanessa da Mata canta Tom Jobim                        |
| 2013 | "Falando de Amor"                           | —              | —               | —      | —      | Vanessa da Mata canta Tom Jobim                        |
| 2014 | "Segue o Som"                               | 16             | —               | —      | —      | Segue o Som                                            |
| 2014 | "Ninguém É Igual A Ninguém (Desilusão)"     | —              | —               | —      | —      | Segue o Som                                            |
| 2014 | "Por Onde Ando Tenho Você"                  | —              | —               | —      | —      | Segue o Som                                            |
| 2015 | "Passarinhos" (Emicida con Vanessa da Mata) | 47             | —               | —      | —      | Sobre Crianças, Quadris, Pesadelos e Lições de Casa... |
| 2017 | "É Tudo O Que Eu Quero Ter"                 | —              | —               | —      | —      | Caixinha de Música                                     |
| 2017 | "Gente Feliz (Sinceridade)"                 | —              | —               | —      | —      | Caixinha de Música                                     |

### Apariciones en Bandas sonoras
Telenovelas
- Totalmente Demais (Rede Globo, 2015) - "Passarinhos"
- G3R4Ç4O BR4S1L (Rede Globo, 2014) - "Sunshine on My Shoulders"
- Aquele Beijo (Rede Globo, 2011) - "Te Amo"
- Morde & Assopra (Rede Globo, 2011) - "As Palavras"
- Cuna de gato (Rede Globo, 2010) - "Um Dia, Um Adeus"
- La Favorita (Rede Globo, 2008) - "Amado"
- Pé na jaca (Rede Globo, 2006) - "Ainda Bem"
- Belíssima (Rede Globo, 2005) - "Ai, Ai, Ai"
- A Lua me Disse (Rede Globo, 2005) - "Eu Sou Neguinha"
- Celebridad (Rede Globo, 2003) - "Nossa canção"
- Terra Speranza (Rede Globo, 2002) - "Onde ir"

Películas
- Muito Gelo e Dois Dedos D'Água (2006) - "Música"
- Do Começo ao Fim (2009) - "Um Dia, Um Adeus"

## Premios y nominaciones
Prêmio Multishow de Música Brasileira:
- 2006: Mejor canción - "Ai, Ai, Ai" (Ganadora)
- 2008: Mejor canción - "Boa Sorte/Good Luck" (Ganadora)
- 2009: Mejor canción - "Amado" (Ganadora)

### Grammy Latino
| Año  | Trabajo nominado                    | Categoría                                  | Resultado |
| ---- | ----------------------------------- | ------------------------------------------ | --------- |
| 2000 | "A Força Que Nunca Seca"            | Mejor canción brasileña                    | Nominada  |
| 2008 | "Acode"                             | Mejor canción brasileña                    | Nominada  |
| 2008 | Sim                                 | Mejor Álbum de Pop Contemporáneo Brasileño | Ganadora  |
| 2011 | Bicicletas, Bolos e Outras Alegrias | Mejor Álbum de Pop Contemporáneo Brasileño | Nominada  |
| 2014 | Segue o Som                         | Mejor Álbum de Pop Contemporáneo Brasileño | Nominada  |
| 2014 | "Segue o Som"                       | Mejor canción brasileña                    | Nominada  |

Prêmio da Música Brasileira
- 2011: Mejor cantante femenina (Ganadora)